# Acció (economia)

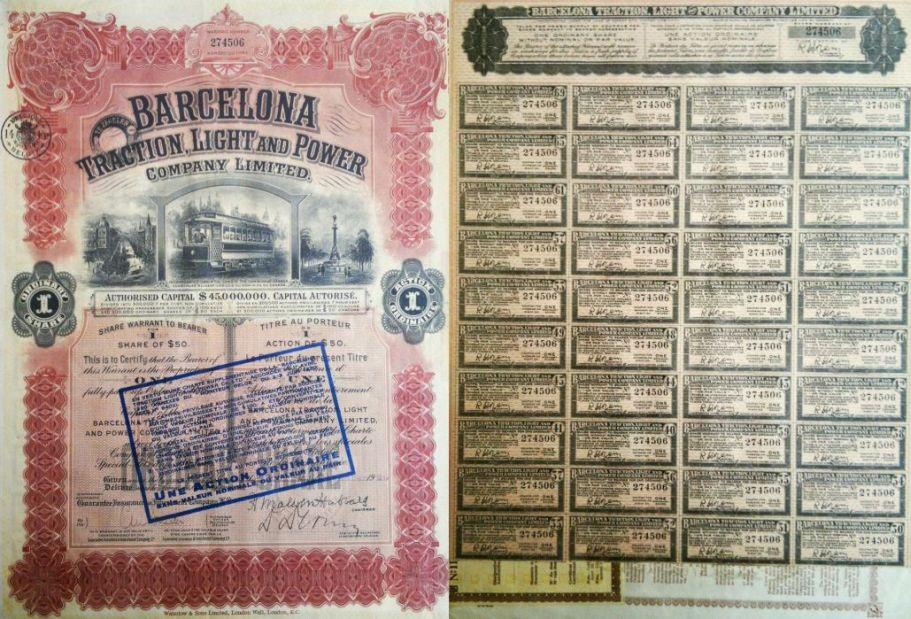
Acció de La Canadenca. Anvers i revers. 1929.

En economia, les accions són títols de propietat d'una part del capital d'una empresa. El tipus d'empreses que tenen el seu capital representat per accions són les anomenades Societats Anònimes.
La possessió d'una acció dona drets polítics i econòmics. Els drets polítics són aquells que permeten influir en l'empresa (dret de vot a les juntes generals quan el nombre d'accions es correspon amb la quantitat mínima estipulada en els estatuts, i dret preferent per participar d'ampliacions de capital). Els drets econòmics són bàsicament la percepció de dividends i el dret a rebre part del patrimoni de la societat en cas de liquidació.

## Història
En temps de la República Romana, l'estat va signar contractes (llogava) molts dels seus serveis a empreses privades. Aquests contractistes de l'estat es deien publicani o societas publicanorum com a empreses individuals. Aquestes empreses eren semblants a les corporacions modernes o, més específicament, a les societats anònimes en diversos aspectes. Van emetre accions anomenades partes (per a grans cooperatives) i particulae, que eren petites accions que funcionaven com les accions fora de borsa d'avui. Polibi menciona que "gairabé cada ciutadà" participava en el lloguer estatal.
La primera empresa reconeguda com a societat anònima en els nostres dies va ser la Companyia Anglesa (més tard Britànica) de les Índies Orientals. El 31 de desembre de 1600, Elisabeth I va concedir la Carta Reial Anglesa amb la intenció de mantenir els privilegis comercials a l'Índia. La Carta Reial va concedir de facto a la recentment creada Honorable Companyia de les Índies Orientals (HEIC) una monopòlia de 15 anys en tot el comerç en l'Índia Oriental.

## Tipus
Tipus d'accions:
- En funció de la seva naturalesa:
  - Ordinàries: També anomenades normals. Són les que gaudeixen dels drets clàssics o normals. S'emeten regularment
  - Preferents: s'emeten amb privilegis o limitacions específiques, que poden referir-se al vot, percepció d'un rendiment garantit, etc.
  - Sindicades: No es poden transmetre lliurement, sinó que s'han d'acomplir determinades normes abans de transmetre'n la propietat. La sindicació de les accions ha d'estar regulada en els estatuts de la societat. El mercat secundari no admet la sindicació estatutària, per la qual cosa les accions sindicades no estan admeses a cotització a Borsa.[7]

- En funció de la seva titularitat:
  - Nominativa: inclouen el nom del titular. La societat emissora ha de portar un registre d'accionistes. Quan les accions són nominatives, els títols en què es materialitzen es denominen extractes d'inscripció. Són una certificació de la societat que acredita que, en el registre dels seus accionistes, hi consta la persona indicada, com a propietària d'una o de diverses accions.[7]
  - Al portador: el portador de l'acció és considerat el titular. Són les més fàcils de negociar, ja que no hi ha tràmits de registre a la societat emissora.[7]

- En funció del seu pagament:
  - Alliberades totalment: Són pagades totalment per l'empresa, amb càrrec a reserves.
  - Alliberades parcialment: L'empresa emissora en pagarà una part. L'accionista pagarà la resta.
  - Desemborsades totalment: Han estat pagades totalment per l'accionista.
  - Desemborsades parcialment: Són accions que s'han emès ajornant una part del seu import, i el venciment de pagament d'aquesta part encara no ha arribat. La part ajornada pendent de pagar s'anomena dividend passiu. mentre hi hagi dividends passius pendents de desemborsar, les accions han de ser nominatives.
  - Amb prima d'emissió: En aquestes accions, a més del nominal, l'accionista ha d'aportar una quantitat suplementària, que passarà a reserves de la societat.[7]

- En funció de la data d'emissió
  - Accions noves: accions que s'han emès recentment (gaudeixen dels drets polítics però no dels econòmics).
  - Accions velles: accions que tenen accions noves per davant (gaudeixen dels drets polítics i econòmics).[7]

Es parla del valor comptable, nominal, liquidatiu i la cotització d'una acció.

## Drets i deures
Ser propietari d'una acció atorga una sèrie de drets i deures a l'accionista.

### Drets
- Dret d'assistència i vot a les juntes generals.
- Dret a participar en els beneficis de la societat.
- Dret preferent de subscripció de noves accions, sempre que la societat augmenti el capital.
- Dret a participar proporcionalment en la liquidació de la societat, si aquesta es dissol.[7]

### Deures
- Els accionistes només contrauen el deure de pagar les accions subscrites, d'acord amb les normes d'emissió.

## Requisits legals
Totes les accions han d'incloure:
- Denominació de la Societat i domicili social
- Data de l'escriptura de constitució i nom del notari que l'autoritza
- Data d'inscripció de la societat en el Registre Mercantil
- Import del capital social
- Valor nominal de l'acció, i suma desemborsada o indicació que està totalment desemborsada
- Número i sèrie a què pertany el títol
- Signatura d'un o diversos administradors
- Indicació de la seva naturalesa, en funció dels drets que acredita[7]

## Avaluació
Les accions es valoren segons diferents principis en diferents mercats, però la premissa bàsica és que una acció val el preu al qual probablement s'hagués realitzat una transacció si les accions s'haguessin venut. La liquiditat dels mercats és un factor important a l'hora de determinar si una acció pot ser venuda en qualsevol moment. Normalment es considera que la transacció real de venda d'accions entre el comprador i el venedor proporciona el millor indicador de mercat prima facie respecte al "valor real" de les accions en un moment determinat. Descompte de minoristes sol aplicar-se en avaluar un paquet minorista d'accions (menys del 50%), quan la propietat de les accions proporciona un control limitat sobre el negoci si pertany a un accionista majoritari.